# Lucas Silva
Lucas Silva Borges (* 16. Februar 1993 in Bom Jesus de Goiás) ist ein brasilianischer Fußballspieler. Aktuell ist Silva beim Cruzeiro EC unter Vertrag.

## Karriere

### Anfänge in Brasilien
Lucas Silva kam mit 14 Jahren zum Cruzeiro EC, dessen Jugendmannschaften er durchlief. Anfang 2012 wurde er an den Nacional Esporte Clube in Muriaé ausgeliehen, um bei der Staatsmeisterschaft von Minas Gerais erste professionelle Erfahrungen zu sammeln. Dabei kam er zu einem Einsatz. Im Sommer 2012 kehrte er zu Cruzeiro zurück, um in der Rückrunde der brasilianischen Meisterschaft achtmal eingesetzt zu werden.
In der Série A 2013 kam der defensive Mittelfeldspieler 23-mal zum Einsatz, davon stand er 19-mal in der Startelf. Er erzielte zwei Tore zum Gewinn der Meisterschaft mit Cruzeiro. In der Saison 2014 verteidigte er mit der Mannschaft den Titel.

### Wechsel nach Europa
Am 26. Januar 2015 wechselte Silva in die spanische Primera División zu Real Madrid. Er unterschrieb beim Rekordmeister einen bis zum 30. Juni 2020 laufenden Vertrag. Am 14. Februar 2015 spielte er gegen Deportivo La Coruña erstmals in der Liga. Sein Champions-League-Debüt gab er im Achtelfinal-Hinspiel beim 2:0-Sieg gegen Schalke 04 am 18. Februar 2015.
Silva wurde am 27. August 2015 bis zum Ende der Saison 2015/16 in die französische Ligue 1 an Olympique Marseille ausgeliehen. Dort kam er auf 22 Ligaeinsätze ohne eigenen Torerfolg.
Im Sommer 2016 sollte Silva für ein Jahr nach Portugal an Sporting Lissabon ausgeliehen werden. Beim Medizincheck wurde allerdings ein Herzfehler diagnostiziert, woraufhin der Wechsel nicht zustande kam. In der Folge wurde über ein Karriereende Silvas spekuliert. Bei einer weiteren Untersuchung wurden Herzprobleme ausgeschlossen.

### Zurück nach Brasilien
Am 31. Januar 2017 kehrte Silva an seine alte Wirkungsstätte nach Brasilien zurück. Real verlieh den Spieler bis 30. Juni 2018 an Cruzeiro. 10 Prozent der Gehaltszahlungen in Höhe von 600.000 Real monatlich an Silva durch Real, wurden von Cruzeiro übernommen. Ihm hatten auch Angebote anderer brasilianischer und europäischer Klubs vorgelegen, er hielt seine Rückkehr aber für die sinnvollste Entscheidung. In der Saison 2017 gewann Silva mit Cruzeiro den nationalen Pokal. Zum Ende der Leihe im Juni 2018 trat Cruzeiro in Verhandlung mit Real Madrid, um die Leihe zu gleichen Konditionen zu verlängern. Real widersprach dieser Offerte und wollte künftig eine vollständige Gehaltszahlung durch Cruzeiro. Anfang Juli 2018 einigten sich Cruzeiro und Real auf die Verlängerung der Leihe um ein Jahr bis zum 30. Juni 2019. Der neue Vertrag sah vor, dass Cruzeiro künftig 50 Prozent der Gehaltszahlungen übernimmt, somit eine Summe von 300.000 Real monatlich. Des Weiteren soll der Vertrag eine Klausel beinhalten die zusichert, dass Silva mindestens 50 Prozent der möglichen Pflichtspiele bestreitet. Real Madrid hatte mit der Unterzeichnung eines neuen Vertrages gezögert, weil diese noch auf Angebote von europäischen Klubs warteten. Ein Interessent soll Celta Vigo gewesen sein. Am 26. Juni 2019 gab Cruzeiro bekannt, dass man sich mit Real Madrid nicht auf eine nochmalige Verlängerung der Leihe einigen konnte.
Ursprünglich wollte Silva einen neuen Kontrakt beim Grêmio FBPA unterzeichnen, der Klub konnte sich mit Real Madrid aber nicht über die Modalitäten eines Leihgeschäftes einigen. Am 3. September 2019 wurde dann der Vertrag mit Silva in gegenseitigem Einvernehmen aufgelöst. Anfang Januar 2020 gab Grêmio die Verpflichtung bis Ende 2024 bekannt. Am Ende der Série A 2021 musste Grêmio erstmals seit 2006 als 17. der Tabelle absteigen. Silva blieb dem Klub auch in der Série B 2022 erhalten, in welcher der als Zweitem in der Tabelle der direkte Wiederaufstieg. In der Saison 2023 kam Silva zu weniger Einsätzen und nahm im Juli des Jahres ein Angebot vom Cruzeiro EC an, zu diesem zurückzukehren. Am 10. Juli wurde seine drittmalige Verpflichtung offiziell bekannt gegeben. Der Kontrakt erhielt eine Laufzeit bis Jahresende 2024. Um seine Verpflichtung durch den Klub möglich zu machen, akzeptiere Silva auch eine Reduzierung seiner Bezüge.

## Nationalmannschaft
Lucas Silva war 2014 Teil der U-21 Mannschaft, die das Turnier von Toulon gewann. In vier Spielen erzielte er ein Tor. Eine Berufung in den A-Kader erfolgte nicht.

## Erfolge
U-20 Nationalmannschaft
- Turnier von Toulon: 2014

Cruzeiro
- Campeonato Brasileiro: 2013, 2014
- Staatsmeisterschaft von Minas Gerais: 2014
- Copa do Brasil: 2017, 2018
- Staatsmeisterschaft von Minas Gerais: 2018, 2019

Grêmio
- Staatsmeisterschaft von Rio Grande do Sul: 2020, 2021, 2022, 2023

Auszeichnungen
- Bola de Prata: 2014